# (2128) Wetherill
Pour les articles homonymes, voir Wetherill.
(2128) Wetherill est un astéroïde de la ceinture principale.

## Description
(2128) Wetherill est un astéroïde de la ceinture principale. Il fut découvert le 26 septembre 1973 à l'Observatoire Palomar par Eleanor Francis Helin. Il présente une orbite caractérisée par un demi-grand axe de 2,73 UA, une excentricité de 0,38 et une inclinaison de 16,9° par rapport à l'écliptique.

## Compléments